# Niamh Fisher-Black
Niamh Fisher-Black   (Nelson, 12 d'agost de 2000) és una ciclista neozelandesa. Actualment corre a l'equip ciclista femení del Lidl-Trek. Competeix tant en carretera i també ha fet ciclocròs. És germana del també ciclista Finn Fisher-Black.
La seva victòria més important fins a la data és el Campionat del Món de ciclisme en ruta femení sub-23 de 2022, va ser la primera campiona sub-23 degut a que no existia tal campionat.

## Palmarès de carretera
- 2020
  -  Campiona de Nova Zelanda en ruta
  -  Campiona de Nova Zelanda en contrarellotge
  - Vencedora d'una etapa al Giro d'Itàlia
  - 1a a la Gravel and Tar La Femme
- 2022
  -  Campiona del Món en ruta sub-23
- 2023
  - Vencedora d'una etapa a la Volta a Suïssa
- 2024
  - Vencedora d'una etapa a la Setmana Ciclista Valenciana
  - Vencedora d'una etapa al Giro d'Itàlia femení

### Resultats a les Grans Voltes

#### Giro d'Itàlia
- 2020: 21a posició
- 2021: 9a posició
- 2022: 5a posició i  guanyadora de la classificació per joves
- 2023: 9a posició
- 2024: 10a posició i vencedora de la 3a etapa.

#### Tour de França
- 2024: 14a posició
- 2025: 5a posició

#### Volta a Espanya
- 2023: 20a posició
- 2024: 7a posició
- 2025: 6a posició

## Palmarès en ciclocròs
- 2016
  -  Campiona de Nova Zelanda júnior
- 2017
  -  Campiona de Nova Zelanda júnior